# Boarmia primitiaria
Boarmia primitiaria är en fjärilsart som beskrevs av Walker 1860. Boarmia primitiaria ingår i släktet Boarmia och familjen mätare. Inga underarter finns listade i Catalogue of Life.